# 雷克斯·T·巴伯
雷克斯·T·巴伯（英語：Rex T. Barber，1917年5月6日—2001年7月26日）是第二次世界大战期间的美国战斗机飞行员，曾参加1943年4月对日本海军大将山本五十六座机的伏击任务，并因此获得海军十字勋章。当代历史学家认为他正是击落了山本的飞行员。